# Llengües oscoumbres
Les llengües oscoumbres o sabèl·liques formen un subgrup de la família lingüística indoeuropea d'Itàlia continental que es va desenvolupar de la meitat del Ier mil·lenni a. C. fins als primers segles del Ier mil·lenni d. C. Eren utilitzades pels pobles oscoumbres, també són conegudes com a llengües sabèl·liques o umbrosabèl·liques.

## Aspectes històrics, socials i culturals
L'osc va ser un dels nombrosos idiomes parlats en el cor de la península Itàlica, com l'umbre i a altres idiomes pertanyents a les llengües sabines, com el volsc, marsi, eque, sabí i el picè meridional.
No obstant això també va haver-hi colònies que parlaven l'osc, escampades per llocs de la Itàlia meridional i de Sicília. Principalment l'osc era la llengua de les tribus samnites, les quals foren uns poderosos enemics dels romans, als quals va caler anys per a sotmetre'ls (les guerres samnites que van tenir lloc del 370 a. C. al 290 a. C.).
Aquestes llengües es coneixen per alguns centenars d'inscripcions que se situen entre el 400 a. C. i el segle I. A Pompeia s'hi troben nombroses inscripcions osques, com les dedicatòries en edificis públics i els senyals indicadors.
L'umbre va començar un procés de declivi quan els umbres van ser sotmesos pels romans, el procés de romanització va conduir a la seva desaparició. De totes les llengües oscoumbres l'osc és la que millor es coneix, gràcies sobretot a les Taules Eugubines.

### Distribució
Es parlaven en el Samni i a la Campània, a part de Lucania i de Brucia, així com pels mamertins a la colònia siciliana de Mesana (Messina).

## Classificació
Els idiomes o dialectes oscoumbres dels quals es conserven testimonis són:
- Grup osc, amb llengües parlades a la regió centre meridional de la península italiana, que inclou.
  - L'idioma osc la llengua millor documentada del grup, al costat d'altres varietats pobrament conegudes i considerades emparentades amb l'osc :
  - el marruquí
  - el peligne
  - el vestí
- Grup umbre, amb llengües parlades a la regió centre septentrional de la península.
  - l'idioma umbre (no confondre amb el dialecte umbre actual), és la llengua millor documentada del grup, a més existeixen llengües poc documentades que s'hi consideren relacionades:
  - el marsi
  - el sabí
  - l'eques
  - el volsc
  - l'hèrnic
  - el grup picè-presamnita
  - el picè meridional
  - el presamnita, una llengua documentada en el sud, però que sembla contenir característiques més propenques al picènic meridional que a l'osc.

L'adscripció de les variants poc documentades, conegudes col·lectivament com a dialectes o llengües sabèl·liques, als dos principals grups és en diversos casos prou insegura. Així, per exemple, alguns autors dubten sobre l'adscripció del volsc i del vestino, col·locant-los en el grup oposat.

## Descripció lingüística
Les llengües oscoumbres són llengües flexives fusionants amb uns 5 casos morfològics diferents en el singular, similars als del llatí.